# Narcos (piosenka)
Narcos – piosenka amerykańskiego tria hip hopowego Migos, wydana 24 lipca 2018. Czwarty singiel z trzeciego albumu tej grupy (Culture II). Utwór napisali Quavious Marshall, Kiari Cephus, Kirsnick Ball, Daryl McPherson, Henry Celestin i Robert Martino, a jego producentami są DJ Durel i Quavo. Piosenka zadebiutowała na 36. miejscu listy Billboard Hot 100.

## Pozycje na listach przebojów

### Pozycje pod koniec tygodnia
| Lista (2018)                          | Pozycja |
| ------------------------------------- | ------- |
| Kanada (Canadian Hot 100)             | 48.     |
| Francja (SNEP)                        | 93.     |
| Irlandia (IRMA)                       | 84.     |
| Portugalia (AFP)                      | 75.     |
| Szwajcaria (Schweizer Hitparade)      | 52.     |
| USA Billboard Hot 100                 | 36.     |
| USA Hot R&B/Hip-Hop Songs (Billboard) | 17.     |

### Pozycje pod koniec roku
| Lista (2018)                          | Pozycja |
| ------------------------------------- | ------- |
| USA Hot R&B/Hip-Hop Songs (Billboard) | 77.     |

## Certyfikaty
| Kraj                  | Certyfikat | Ilość sprzedanych egzemplarzy |
| --------------------- | ---------- | ----------------------------- |
| Kanada (Music Canada) | Złoto      | 40 000                        |
| USA (RIAA)            | Platyna    | 1 000 000                     |